# かしましハウス
『かしましハウス』は、秋月りすによる日本の4コマ漫画。竹書房の4コマ誌「まんがライフオリジナル」に2004年まで連載され、単行本は全8巻が刊行された（文庫版は全４巻）。2005年以降でも時折新作が書かれる。
『かしましハウスでイングリッシュ!!』と題した英語・日本語両表記のバージョンが連載終了後も連載されているほか、単行本として第1巻が刊行されている。また、英語教材として販売されている。

## 内容
立場の違う4人姉妹とお父さん、メス犬のゴローを含めた家族の日常生活に起こるエピソードを紹介するという形式の4コマ漫画。作者曰く日本版『若草物語』を意識したとのこと。『姉妹の方程式』や『うちの大家族』など、この作品に影響されて描かれた4コマ漫画も多い。

## 登場人物

### 野田家
ひとみ
野田家の長女。ジュニア小説家。眼鏡で、髪質は柔らかい癖毛、栗色なのも生まれつきらしい。セミロングでヘアバンドをしている。ロマンチストだが妙に現実的で、妙齢のお年頃だが縁が無い。毎年春になるとダイエットを始めるが、必ず家族全員を巻き込み、しかも自分だけなかなか痩せない。料理の腕前はセミプロ級で家庭を切り盛りしているが、小説家としての本業が知られていないこともあり、近所の人には『亡き母代わりの家事手伝い』として扱われている。作中の展開は主に彼女が中心となっている。
年の離れた末妹・よもぎの若いお母さんと間違えられることが多い。よもぎの同級生に向かって、「お母さん」ではなく「お姉さん」だと訂正すると茶化されてしまった。姉妹の中では次妹・みづえと似ており、ストレートヘアーのウィッグをつけて彼女の替え玉として彼女の通う大学へ行ったことがある。
ふたば
野田家の次女。OL。スポーツジムに通う体育会系。黒髪短髪で髪質は硬い直毛。野田家随一の力自慢で、サバイバル力がありキャンプでは大活躍。身体能力のみならず危機回避能力にも長け、幼少期はよく姉妹を不審者から守っていたが、実父やよもぎの友達の父親を不審者と勘違いして投げ飛ばしてしまったこともある。また、その外見から寒稽古の参加者や運動部の監督・インストラクターに間違われてしまうエピソードがしばしば登場する他漁師やスタントマン、ラグビー選手等にスカウトされたこともある。
弱点がなさそうに見えるが、怪談・幽霊をはじめとするオカルト物にはめっぽう弱く、極度に気を遣うと神経性の下痢になりやすいデリケートさ故スポーツ選手への道を断念しOLになった。
何度か男性から好意をもたれるエピソードがあるが、すべて自覚しないうちに、その好意を粉砕している。
みづえ
野田家の三女。女子大生。栗色のストレートの長髪で髪質は柔らかい直毛。寝てばかりで、目を開けたまま眠ることまで出来る。鋭い観察眼と芸術的才能に恵まれ、催眠術も得意。懸賞でよく当てる強運者だが、基本的に「自分が欲しいもの」を当てるため他の家族を落胆させることも。一方で運動は苦手で腕力が乏しく次妹・よもぎにも劣る。だが、小学生の頃の運動会での徒競走で幸運が重なり1位を取った事がある。姉妹と顔が似ていないように扱われることが多いが、意識的に目を見開くと長姉・ひとみと似ている。その為、彼女と同じファッションになると瓜二つの容姿になる。バイトの経験は豊富だが、作中後半では骨董屋の店番と着ぐるみの2つの仕事が多くなっている。
まれに読者にシグナルを送っていると受け止められる描写がある。ひとみの本を「面白くないのですぐ眠れる」という理由で常に枕元に置いていたが、エッセイ『かしましハウス』は売れると感じているらしい。
よもぎ
野田家の四女。小学生6年。髪質は硬い癖毛。そのため常に黒髪を三つ編みにしている。物心ついたときから母親を知らず、個性的な姉たちに囲まれて育ったため、小学生ながら非常にしっかりしている。正義感が強く、家族や友人を傷つけた相手には容赦なく制裁を加える場面も。一方ひとみがかわいらしい服を着せようとすることには少々閉口気味。またひとみのダイエットにつき合わされるため、「春はお腹が空く」らしい。ひとみによって「エミリー」と名付けられかけた。
勝負強いが競争は苦手で、運動会の徒競走では常に3位であり、常に5位だったひとみ、常に1位だったふたば、競争嫌いのみづえ、それぞれの影響があるような描写が作中に存在している。
お父さん
4人姉妹の父。名は不明。会社員で部長職に就いている。妻を亡くして10年の男やもめ。個性豊かな娘たちを暖かく見守る家長だが、少し親バカ気味なところも。よもぎと歳が離れているので祖父に間違われたことがあり、それ以来若作りも試している。お父さんの癖毛は長女ひとみ、四女よもぎに受け継がれたようである。ハワイで永住している友人がいる。娘たちへのクリスマスプレゼントを取り違えてしまったり、おっちょこちょいな面もある。
4人姉妹は夫妻の意志である。どうしても男子を欲したからではあるらしいが叶わなかった。理由は不明。メス犬にゴロー（＝5番目の子供）と命名したことからそれが窺える。
お母さん
4人姉妹の母。故人だが、初期はまれに回想シーンなどに登場する。4人姉妹であることに危惧し、野田家のお風呂を大きく改築したあたり、しっかり者だったと思われる。作中では、どのように亡くなったか明らかにされておらず、また不在を感じさせないように描写されている。ふたばとよもぎはお母さんの顔に似たようである。
ゴロー
野田家の飼犬。メスだが上記の父の要望でオスの名前を付けられた。劇中作品『ゴローと歩けば』は野田家に来た頃をゴロー自身が回想しているという形式になっている。

### その他
編集者スズキ
ひとみの担当の編集者。女性。初登場時には新人だったが、次第にプロらしくなっていく。思ったことがつい表に出てしまうおっちょこちょい。
課長
ふたばが勤める会社の上司。ふたばが体育会系である事を理解しており、的確に対応している（ふたばが居眠りしていた時は遠くから棒で叩いて起こす、仕事のストレスで自衛隊への入隊を志願してきた時は有休を許可する等）。
先生
よもぎの担任の女性。大学生の妹がおり、よもぎと妙な連帯感がある。デート現場をひとみに見られたり、旅行で相当太ったりといじられキャラ。
イケメン大学生
みづえの同級生。美形だが、みづえに相手にされなかったことから、みづえを気にかけて勝手に勘違いをしている。
骨董店店主
みづえのバイト先の骨董品店の女店主。雇ったバイト運が極端に悪く、みづえを優秀な人材と勘違いする。高額な皿で皿回しをしたい誘惑に駆られるなど、お茶目な一面もある。

## 年齢設定
作中では季節感はあるもののキャラクター自体は成長せず、みづえ、よもぎは常に学生のままである。キャラクター全員の年齢や生年月日も基本的に曖昧で、作中から何となく推測できるが明確な年齢は明らかにされない。そのため四姉妹の誕生日に関するエピソードは存在しないが、お父さんには還暦間近や誕生日の話がある。
よもぎだけは小学校6年生であることが作中で明かにされているが、何歳かは不明。みづえは「新入生にかわいがられる上級生」というエピソードもあり、大学2年生以上であることは確実だが詳細は不明。また、ひとみは微妙な年齢ということで、30歳前後くらいと推測できるようなネタがたまに出てくる。この場合ひとみとみづえ間の年齢差が、みづえとよもぎの年齢差よりも大きい計算となり、過去の回想シーンと作中の整合性の合わない面もあるため、やはり年齢については不明である。